# Wladimir Rostislawowitsch Gardin
Wladimir Rostislawowitsch Gardin (russisch Владимир Ростиславович Гардин; * 6. Januarjul. / 18. Januar 1877greg. in Twer; † 29. Mai 1965 in Leningrad) war ein russischer Filmregisseur und -schauspieler sowie Drehbuchautor. Er gehört zu den Pionieren der russischen Filmindustrie.

## Leben
Gardin wurde als Bühnendarsteller in Adaptionen russischer Klassiker, unter anderem bei der Schauspielerin und Regisseurin Wera Komissarschewskaja, bekannt. 1913 wendete er sich dem Film zu und begann, in Co-Regie mit Jakow Protasanow, mit der Verfilmung von Tolstoi-Werken: Anna Karenina (1914), Die Kreutzersonate (1914), Krieg und Frieden (1915).
Nach der Oktoberrevolution wurde er 1919 erster Leiter der neu gegründeten Moskauer Filmschule, der weltweit ersten Filmhochschule. 1921 führte er Regie bei Hammer und Sichel, einem frühen sowjetischen Propagandafilm der Bürgerkriegszeit.
Seine letzte Regiearbeit war Zar und Dichter (1927). Mit Beginn der Tonfilmzeit arbeitete Gardin nur noch als Schauspieler. Seine Rollen gewannen ihm Kritikerlob und 1947 den Titel Volkskünstler der UdSSR. Er veröffentlichte zwei Memoirenbände (1949 und 1952), sowie 1960 ein weiteres Buch.
Gardin war mit der Schauspielerin Tatjana Dmitrijewna Bulach (1904–1973) verheiratet. Sie spielte in drei seiner Filme mit.

## Filmografie (Auswahl)
- 1913 Kljutsch stschastija – R, D
- 1914 Die Kreutzersonate – R
- 1914 Anna Karenina – R
- 1915 Peterburgskije truschtschoby – R
- 1915 Krieg und Frieden – R, D
- 1921 Hammer und Sichel – R
- 1927 Zar und Dichter – R
- 1928 Kastus Kalinowski – R
- 1932 Serdze Solomona – D (Regie: Sergei Gerassimow)
- 1932 Der Gegenplan – D (Regie: Friedrich Ermler, Sergei Jutkewitsch)
- 1933 Dom schadnosti – D (Regie: Alexander Iwanowski)
- 1950 In geheimer Mission – D (Regie: Michail Romm)